# Methyclothiazid
Methyclothiazid ist eine chemische Verbindung aus der Gruppe der Thiaziddiuretika.

## Gewinnung und Darstellung
Methyclothiazid kann durch mehrere bekannte Verfahren gewonnen werden.

## Eigenschaften
Methyclothiazid ist ein geruchloses, weißes, kristallines Pulver, das gering löslich in Wasser ist. Die Verbindung besitzt eine orthorhombische Kristallstruktur mit der Raumgruppe Pbca (Raumgruppen-Nr. 61).

## Verwendung
Methyclothiazid wird in der Medizin als Diuretikum und Antihypertensivum eingesetzt.